# Изглед към връх Триглав от Бохиня
„Изглед към връх Триглав от Бохиня“ (на словенски: Triglav iz Bohinja) е картина от австрийския художник Антон Карингер от 1861 г.
Картината е нарисувана с маслени бои върху платно и е с размери 81 x 104 cm. Тя е пример за пейзаж от романтизма, като представя пейзаж към Юлийските Алпи и връх Триглав (2864 m) от езерото Бохиня. Част е от колекцията на Националната галерия на Словения в Любляна.